# 砂川 (岡山県)
砂川（すながわ）は、日本の河川。旭川水系百間川支流に含まれる。水源を赤磐市の仁掘東として、瀬戸、平島、西大寺を流れ、百間川に合流する。全長39.7 km の一級河川。
昭和51年台風第17号（1976年）や昭和54年台風第20号（1979年）により水害が発生したことから、昭和57年度（1982年度）より下流から上流に向けて河川改修事業が実施されている。平成30年7月豪雨（2018年）では家屋2,230棟の甚大な浸水被害が発生している。

## 地理
砂川は旭川水系下流ブロックにおける最大の支川であり、流域面積は149.2平方キロメートルに達する。赤磐市北部に端を発し、上連川と合流する。吉備高原を削剥して丘陵地帯を形成しており、この丘陵地帯では桃やブドウが栽培されている。
赤磐市の中央を南下するように流れ、惣分川や・今井川・石寄川・一の部川・こぶ川・大谷川・十七川・両宮川と合流しながら岡山市に入る。岡山市内では大明神川・秋芳川・沼川と合流し、岡山市南部で芳岡川・大川と合流しながら百間川に注ぎ込む。下流ブロック南部では運搬した土砂による谷底平野が南北に形成されている。この平地では朝日や雄町などの銘柄の米が栽培されている。
また、砂川沿いには岡山県道37号西大寺山陽線と岡山県道27号岡山吉井線が走り、主要な道路として扱われている。

## 環境
1987年から2011年までの24年間の瀬戸観測所での観測によると、豊水水量・平水水量・低水水量・渇水水量はそれぞれ1.64m^3/s・0.80m^3/s・0.43m^3/s・0.16m^3/sであった。水質に関しては新橋において環境基準のB類型に該当しており、百間川の基準を下回り、旭川下流の基準を上回っている。
ナニワトンボ（昆虫）、カマツカ（魚類）、カスミサンショウウオ（両生類）、コガマ（ガマ科の植物）の生息が確認されている。これらの生物には絶滅危惧種に指定されているものもいる。

## 歴史

### 江戸時代
砂川の流れる岡山平野では、江戸時代に低平地が干拓により開かれた。このため砂川では過去に何度も水害が発生しており、その改修も当時から行われていた。池田藩が改修を完了したのは延宝5年（1677年）のことであった。元禄4年（1691年）には池田綱政が津田永忠に干拓による沖新田の開発を命令。百間川の東方では、水田用の用水は砂川を延長し、そこに2つの堰を設置して引水した。沖新田および下流の遊水地の工事完了は元禄6年（1693年）の12月であった。
また元禄年間には、かつて赤磐市釣井までしか伸びていなかった田原用水がさらに西へ延長され、砂川と接続された。この工事に際し、小野田川との立体交差のため、日本国内最大規模の石桁水路橋とされる田原用水水路橋（石の懸樋）が建設された。石材に溝を掘って漆喰で接合するという技術が用いられており、移築した上で保存されている。また、熊野岸険と呼ばれる岩盤の開削も要され、難工事であったと伝えられている。この一連の工事は池田綱政の命令に従うものであったが、津田永忠は関与していなかったとされる。
沖新田の完成後は農業用水として利用されただけでなく、フナやウナギを捕獲して生計を立てる者もいた。しかしその後も水害は続き、明治以降にも度重なる洪水による被害がおよぼされた。

### 昭和
昭和9年（1934年）9月には室戸台風の上陸により、下流部で増水による浸水被害が発生している。
後に百間川の改修事業に乗り出した日本政府は、百間川の水位上昇により砂川下流部への逆流が起こりうることから、河川法施行令2条7項に則って昭和46年（1971年）から砂川下流部の改修に着手した。北側堤防の引堤・砂川合同堰改築・砂川橋改築などに伴って、総合して約8万9000m^2の用地買収を行った。
昭和51年（1976年）9月には、台風17号の上陸により、6日間に亘って雨が継続。川沿いの低平地で内水氾濫が起こり浸水被害が発生。昭和54年（1979年）9月には、台風20号の上陸により、中上流域で降水量が増加。瀬戸基準地点で過去最高水位が観測された。越水などにより浸水面積556ha、家屋浸水678戸の被害がもたらされており、当時砂川における戦後最大規模の洪水とされた。これを踏まえ、中上流域では岡山県が昭和57年（1982年）度から改修事業に着手した。

### 平成
平成18年（2006年）には日本政府による35年におよぶ工事が完了し、平成19年（2007年）に岡山県への引き渡しも完了した。同年11月11日に改修記念式が挙行された。
しかし平成の時代にも水害は頻発した。平成16年（2004年）には台風21号と台風23号による浸水被害が発生。平成24年（2012年）には梅雨前線豪雨による影響を受け、竹原地区で越水が発生。竹原地区では平成26年（2014年）度から川幅を広げる工事が進められた。
平成30年（2018年）には平成30年7月豪雨による越水・浸透で約120mに亘り堤防が決壊。平島地区を中心に南北約6.5km東西3.5km（浸水面積750ha）の範囲で住宅約2,230棟が浸水し、岡山市における同豪雨での浸水被害の約3割を計上した。

### 令和
平成30年7月豪雨の復旧工事が令和2年（2020年）に完了。前年度に運用が開始された危機管理型水位計に加えて河川監視カメラが設置された。